# Трухарт, Антон
Эрнст Антон Эммануэль Трухарт (в старых русских источниках Тругарт, нем. Ernst Anton Emmanuel Truhart; 15 июля 1764, Йена — 2 (14) марта 1835, Рига) — лифляндский публицист и редактор.
Сын Антона Трухарта (1726—1784), рижского городского врача. С 1782 г. учился в Эрлангенском и Йенском университетах. Вернувшись в Ригу, в 1787—1800 гг. работал в городском полицейском управлении, до 1796 г. секретарь, затем старший чиновник. Одновременно в 1797—1802 гг. чиновник городской управы. В 1802—1806 гг. путешествовал по Германии, затем в 1806—1827 гг. вновь на муниципальной службе, сперва как инспектор по установлению личности, затем с 1811 г. как чиновник по сбору налогов с питейных заведений. Кавалер ордена Святого Владимира IV степени.
Дебютировал в печати в 1804 г. путеводителем о путешествии по окрестностям реки Аа от Риги до Вендена (нем. Der Reisegefährte auf den Wanderungen durch die reizenden Gegenden Lieflands, Erste Wanderung von Riga aus längs dem Ufer der Aa bis Wenden). Две последующие книги выпустил под псевдонимом Антон Заилонов (нем. Anton Zailonow). В 1805 году изданы «Сопоставления, размышления и фантазии относительно путешествия, предпринятого в 1804 году» (нем. Parallelen, Bemerkungen und Phantasien auf einer im Jahre 1804 unternommenen Reise), заявленные как переведённые с русского языка записки молодого русского путешественника о поездке в Германию (рецензенты без колебаний опознали мистификацию и определили в авторе лифляндского немца). В 1806 г. напечатаны «Откровенные размышления одного русского о прусском государстве» (нем. Freymüthige Bemerkungen über den preußischen Staat von einem Russen). В качестве занимательного исторического свидетельства современные источники цитируют замечание Трухарта-Заилонова о том, что на улицах Берлина в ветреную погоду носится песок на высоту зданий.
В 1806—1807 гг. редактировал в Риге журнал Fama für Deutsch-Rußland. С 1827 г. сотрудничал с газетой Rigasche Zeitung.
Сын, Эрнст Трухарт, работал в рижском полицейском управлении. Внуки — Александр Трухарт (1842—1889), преподаватель немецкого языка в Харьковском университете, и Герман Трухарт (1843—1917), медик, президент Лифляндского общества врачей.